# İstanbul Modern
Het Museum voor moderne kunst Istanboel (Turks: İstanbul Modern Sanat Müzesi), ook wel bekend als İstanbul Modern, is een museum voor hedendaagse kunst in Istanboel, Turkije. Het is geopend op 11 december 2004. Het museum is opgericht met de steun van onder andere de Turkse premier Recep Tayyip Erdoğan en de zakenman Bülent Eczacıbaşı.
In 2020 kwam het museum in opspraak vanwege het "aansporen van kinderen om gay te worden". Het museum wilde dat kinderen tijdens de corona-crisis regenbogen gingen tekenen.